# Sirohäm

Strukturformel des Sirohäms.

Sirohäm (englisch Siroheme) besteht aus einem Porphyrin mit einem zentralen Eisenatom. Sirohäm wurde ursprünglich 1973 als prosthetische Gruppe NADPH-abhängigen Sulfitreduktase aus E. coli entdeckt und gilt damit als das erste entdeckte Isobakteriochlorin. Es unterscheidet sich von den anderen Hämen in der Art und Anzahl Seitenketten des Porphyrins. In der Natur kommt Sirohäm als Kofaktor in pflanzlichen und bakteriellen Nitritreduktasen und in Sulfitreduktasen vor.

## Biosynthese

Sirohäm wird biochemisch aus Uroporphyrinogen III synthetisiert. Dieser Reaktionsweg wird durch drei Enzyme katalysiert, eine Methyltransferasen (A), eine Oxdiase (B) und eine Ferrochelatase (C).

Sirohäm wird biochemisch aus Uroporphyrinogen III gebildet.
Uroporphyrinogen III ist auch ein Vorläufer von Protoporphyrin IX, das für die Chlorophyll sowie Häm-Biosynthesen verwendet wird. Uroporphyrinogen III wird durch eine S-Adenosylmethionin-abhängige Methyltransferasen zu Dihydrosirohydrochlorin (Precorrin 1) methyliert. Nach Oxidation von Dihydrosirohydrochlorin wird Sirohydrochlorin (Precorrin 2) gebildet, wenngleich die verantwortliche Dehydrogenase (in A. thaliana) noch identifiziert werden muss. Schließlich entsteht durch Einbau von zweiwertigem Eisen (Fe2+) Sirohäm. Diese Reaktion wird durch eine Sirohydrochlorin-Ferrochelatase katalysiert.